# Sebastiano Rossi
Sebastiano Rossi (* 20. Juli 1964 in Cesena) ist ein ehemaliger italienischer Fußballtorhüter. Er war elf Jahre bei der AC Cesena aktiv und wurde in der Zeit dreimal verliehen. 1990 wechselte er zur AC Mailand, mit dem er fünfmal italienischer Meister wurde und dreimal im Endspiel der UEFA Champions League stand. Nach zwölf Jahren in Mailand ließ er seine Karriere in der Saison 2002/03 bei der AC Perugia ausklingen.

## Karriere

### Anfänge und Leihgeschäfte (1979–1986)
1979, im Alter von 15 Jahren, schloss sich Rossi seinem Heimatklub AC Cesena an, dem er während seiner Jugendzeit auch treu blieb. Mit 18 Jahren verlieh man Rossi von dort an den damaligen Drittligisten AS Forlì, für die er in einer Saison elf Spiele machte. Mit der Hoffnung, Stammtorhüter in Cesena zu werden kam er 1983 zurück in die Provinz, ohne in der Saison 1983/84 auch nur ein Spiel machen zu können. Also wechselte er erneut auf Leihbasis zum FC Empoli, kehrte jedoch nach einer enttäuschenden Spielzeit ohne jeglichen Einsatz zurück nach Cesena. Hier behielt man ihn erneut nicht lange und arrangierte ein Leihgeschäft mit Rondinella Calcio, wo Rossi in 28 Spielen im Tor stand und den Durchbruch schaffte.

### Stammtorhüter in Cesena (1986–1990)
In Cesena wurde er nach seiner Rückkehr 1986 erstmals in der Serie B eingesetzt und konnte infolgedessen nach weiteren Einsätzen Stefano Dadina als Stammtorhüter verdrängen. Am Ende der Spielzeit erreichte er mit Cesena die Aufstiegsrunde zur Serie A und konnte sich dort nach einem Sieg im Entscheidungsspiel gegen die US Lecce durchsetzen. Als Aufsteiger trat die AC am ersten Spieltag der Saison 1987/88 auswärts beim SSC Neapel an und Rossi gab im Tor Cesenas sein Debüt in der Serie A. Nach 29 weiteren Spieltagen wurde die Mannschaft mit Rossi im Tor, Agostino Di Bartolomei im Mittelfeld und Ruggiero Rizzitelli im Sturm als Tabellenneunter bester Aufsteiger der Saison. Nachdem sowohl Di Bartolomei als auch Rizzitelli den Verein im Sommer verlassen hatten, wurde Cesena mit Rossi, der lediglich in einer Partie aussetzte, dreizehnter und hatte somit nur zwei Punkte Vorsprung auf die Abstiegsränge. Während der Sommerpause wurde Trainer Alberto Bigon durch Marcello Lippi ersetzt, der somit erstmals einen Trainerposten in der Serie A übernahm. Dieser setzte Rossi in allen Ligaspielen ein und führte Cesena wie schon sein Vorgänger auf den dreizehnten Tabellenplatz.

### Titelreiche Jahre bei den Rossoneri (1990–1995)
Im Jahre 1990 wechselte er in die Lombardei zur AC Mailand. Der amtierende Europapokalsieger hatte in der Sommerpause mit Giovanni Galli seinen Ersatztorhüter an den SSC Neapel abgegeben und somit wurde Rossi der zweite Mann hinter Andrea Pazzagli. So kam er auf neun Ligaeinsätze, war aber in der Coppa Italia immer in der Startelf. Nachdem Pazzagli zur neuen Saison zum FC Bologna wechselte wurde Rossi neuer Stammtorhüter und gewann mit den Rossoneri seine erste Meisterschaft. Der Scudetto wurde in der folgenden Saison verteidigt und man erreichte in der neugegründeten UEFA Champions League das Endspiel. Dort unterlag man im Münchener Olympiastadion Olympique Marseille 0:1 durch ein Kopfballtor von Basile Boli. Im nächsten Jahr wurde erneut der Meistertitel verteidigt als auch das Champions-League-Finale erreicht. Diesmal war im Athener Olympiastadion der FC Barcelona der Gegner und dieser wurde überraschend deutlich mit 4:0 besiegt. Kurz vor Jahresende wurde Rossi schließlich zwei Mal in den Kader der Squadra Azzurra berufen, aber nicht eingesetzt. Da die AC Mailand zu dieser Zeit mit Franco Baresi, Paolo Maldini, Alessandro Costacurta und Mauro Tassotti eine recht starke Abwehrkette besaß hatte Rossi selten Gelegenheiten sich auszuzeichnen, sodass dies seine einzigen Nominierungen für die Nationalmannschaft blieben. Im Verein war er umso erfolgreicher stellte 1994 mit 929 Minuten ohne Gegentor in der Serie A einen bis heute gültigen Rekord auf und schaffte 1995 mit Milan zum dritten Mal in Folge den Einzug ins Finale der UEFA Champions League. Der Endspielgegner war die junge Mannschaft von Ajax Amsterdam, die unter Trainer Louis van Gaal kurz zuvor schon die Meisterschaft verteidigt hatte. Rossi blieb gegen die Niederländer bis zur 85. Minute ohne Gegentor, ehe der eingewechselte Patrick Kluivert den 1:0-Siegtreffer erzielte.

### Erfolglosigkeit und Torwartmachtkämpfe (1995–2003)
Da Mailand das Finale gegen Amsterdam verloren und in der Serie A nur den vierten Platz geholt hatte, nahm es in der nächsten Saison nicht an der Champions League teil. Stattdessen trat die Mannschaft im UEFA-Pokal an, wo meist die Ersatzspieler eingesetzt wurden und somit blieb Rossi bei allen Partien auf der Bank. Die Rossoneri schieden im Viertelfinale gegen Girondins Bordeaux aus und konzentrierten sich auf die Liga. Dort kehrte Mario Ielpo nach internationalen Einsätzen wieder auf die Bank zurück und machte Platz für Rossi, der alle 34 Ligaspiele bestritt. Dabei blieb der Ascensore Umano (deutsch: menschlicher Aufzug) – so sein Spitzname – fünfzehn Mal ohne Gegentor und gewann mit der AC am 32. Spieltag nach einem 3:1-Sieg gegen die AC Florenz die italienische Meisterschaft. Vor Beginn der Saison 1996/97 verließ Fabio Capello die Mailänder zu Real Madrid und wurde durch Giorgio Morini ersetzt. Dieser wurde relativ schnell entlassen und sein Nachfolger Arrigo Sacchi ersetzte Rossi gelegentlich durch den jüngeren Angelo Pagotto, sodass Rossi insgesamt acht Spiele auf der Bank verbrachte. Nachdem die Saison sowohl für Mailand als auch für Capello in Madrid erfolglos verlaufen war, kehrte dieser zurück nach San Siro. Zu Beginn der Saison gab Capello dem neuverpflichteten Massimo Taibi das Vertrauen als Nummer eins und Rossi landete erstmals während seiner Karriere in Mailand langfristig auf der Bank. Die ganze Hinrunde blieb er ohne Einsatz, ehe Capello in der Winterpause seine Entscheidung revidierte und Rossi wie schon in den Jahren zuvor das Vertrauen gab. So hütete er den gesamten Rest der Saison das Tor der Mailänder und spielte auch in seiner einzigen Finalbegegnung um die Coppa Italia von Beginn an. Im Finalhinspiel gewann Milan 1:0 und ging auch im Rückspiel in Führung, verlor am Ende jedoch 1:3 gegen Lazio Rom. Folglich endete die Saison ohne Titel und Capello wurde durch Alberto Zaccheroni ersetzt, der den von Schalke 04 neuverpflichteten Jens Lehmann ins Tor stellte. Der musste nach schlechten Kritiken schon nach wenigen Einsätzen seinen Platz im Tor für Rossi räumen und wechselte in der Winterpause zu Borussia Dortmund. Rossi, der also die restlichen 13 Hinrundenspiele im Tor stand, musste in der Rückrunde aber erneut auf die Bank, da der ebenfalls von der AC Monza neuverpflichtete Christian Abbiati das Vertrauen von Trainer Zaccheroni bekam. Diesen konnte Rossi in den folgenden Jahren nicht mehr verdrängen und so wechselte er nach zwölf Jahren in Mailand 2002 zur AC Perugia. Dort konnte er sich in seiner einzigen Spielzeit nicht gegen Zeljko Kalac durchsetzen und beendete nach 13 Einsätzen für Perugia seine Karriere im Alter von 38 Jahren.

## Titel und Erfolge
AC Mailand
- Italienischer Meister: 1992, 1993, 1994, 1996, 1999
- UEFA Champions League: 1994
- Weltpokalsieger: 1990
- UEFA Super Cup: 1990, 1994
- Italienischer Supercup: 1992, 1993, 1994